# Faro di Dongyong
Il faro di Dongyong (cinese tradizionale: 東湧燈塔; cinese semplificato: 东涌灯塔; pinyin: Dōngyǒng Dēngtǎ), chiamato anche faro di Dongyin o faro di Tungyin Tao o faro di Tungyung Tao a seconda del tipo di romanizzazione usato per traslitterare il nome dell'isola in caratteri latini, è un faro situato sull'isola Dongyin a Taiwan.

## Storia

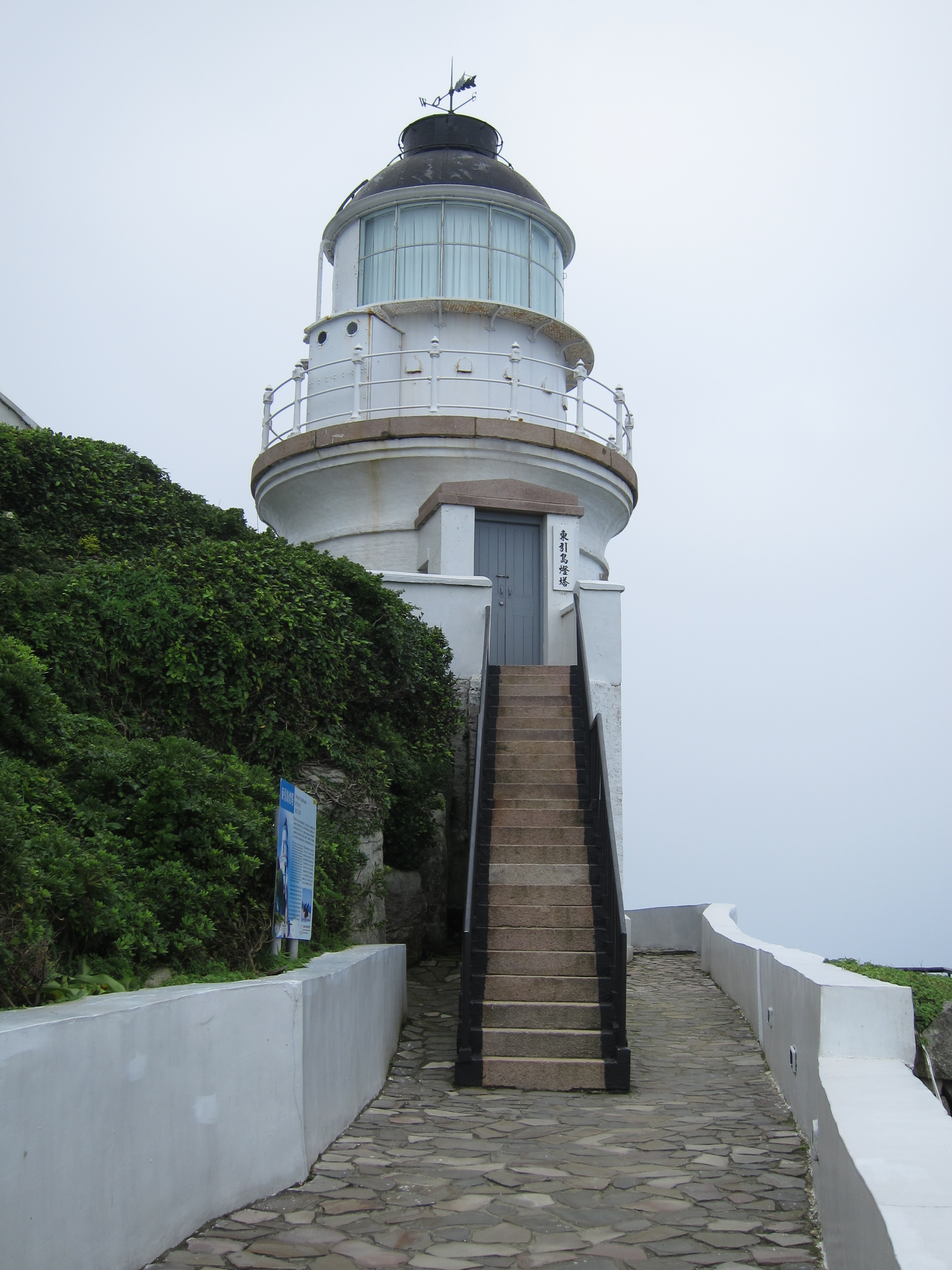
L'accesso al faro

Il faro si trova sull'isola Dongyin, nell'arcipelago della isole Matsu, un gruppo di piccole isole situate nello stretto di Formosa. Da un punto di vista amministrativo fa parte del comune di Dongyin, nella Contea di Lienchiang di Taiwan. E' il faro più a nord e quello più distante dall'isola di Taiwan, da cui dista circa 190 chilometri.
La costruzione del faro iniziò nel 1902 e venne finanziata dal governo britannico al fine di guidare il traffico marittimo, dopo che durante la dinastia Qing alla fine del XIX erano stati aperti diversi porti commerciali nella zona. A spingere per la costruzione di un faro in questa posizione fu probabilmente il naufragio della SS Sobraon : il 24 giugno 1901 il piroscafo britannico SS Sobraon si incagliò di fronte all'isola Dongyin. L'equipaggio riuscì a mettersi in salvo ma la nave affondò, e il suo relitto è stato individuato e identificato solo nel 2014.
La costruzione del faro terminò nel 1904. Durante i primi tempi la sua gestione era sotto controllo militare, e il guardiano doveva seguire regole molto rigide. Viveva con la sua famiglia in un dormitorio accanto al faro, e disponeva anche di un pollaio e di un recinto per l'allevamento dei maiali, in modo da poter essere praticamente autosufficiente. Tali comodità erano viste come un lusso dagli abitanti dell'isola, molti dei quali vivevano in povertà, tanto che il faro e i locali adiacenti erano a volte soprannominati "palazzo Dongyin".
Il faro rimase funzione fino al 1958, quando venne temporaneamente abbandonato, per poi essere rimesso in operatività nel 1989. Nel 1988 il Ministero della cultura di Taiwan lo ha dichiarato monumento nazionale di terza classe, ma è stato successivamente declassato a patrimonio locale in seguito ad alcune modifiche del Cultural Heritage Preservation Act. Nel 2016 ha ottenuto nuovamente lo status di monumento nazionale, e le autorità locali hanno spinto per valorizzarne l'aspetto come attrazione turistica.

## Descrizione
Il faro è stato progettato da ingegneri britannici in stile europeo. È costituito da una torre in mattoni alta 14,3 metri dipinta di bianco, in cima alla quale di trova la lanterna, sormontata da un tetto nero. Circa a metà altezza si trova una galleria, protetta da una ringhiera bianca.
La luce ha una elevazione sul livello del mare di 98 metri, e una portata di 11,3 miglia nautiche. La lanterna emette tre lampeggi di colore bianco per ciclo secondo la sequenza temporale lampo di 0,5 secondi - buio per 1 secondo - lampo di 0,5 secondi - buio per 1 secondo - lampo di 0,5 secondi - buio per 11,5 secondi. Il ciclo ha una durata complessiva di 15 secondi.
In una terrazza poche decine di metri al di sotto del faro si trovano due cannoni, un tempo utilizzati come cannoni da nebbie e in seguito sostituiti da un segnale acustico.